# هنري جاي ديجينكولب
هنري جاي ديجينكولب (بالإنجليزية: Henry J. Degenkolb)‏ هو مهندس أمريكي، ولد في 1913، وتوفي في 9 ديسمبر 1989.